# Sociala biståndssystem
Sociala biståndssystem är ett begrepp inom Europeiska unionen, särskilt i rörlighetsdirektivet, som innefattar en medlemsstats samtliga sociala trygghetssystem som syftar till att stödja personer som saknar tillräckliga tillgångar för sin och sin familjs försörjning. Detta innefattar socialhjälp (socialbidrag eller försörjningsstöd), men också andra former av behovsprövade sociala förmåner, till exempel äldreförsörjningsstöd, som syftar till att hjälpa personer som inte på egen hand kan försörja sig själva fullt ut. Socialt bistånd utöver socialhjälp kan i vissa fall omfattas av socialförsäkringsförordningen.
Enligt rörlighetsdirektivet ska unionsmedborgare som är anställda eller egenföretagare i en mottagande medlemsstat samt deras familjemedlemmar ges tillgång till det sociala biståndssystemet på samma villkor som de egna medborgarna. För övriga personer med uppehållsrätt, till exempel studenter, pensionärer eller turister samt deras familjemedlemmar, kan tillgången till det sociala biståndssystemet i en medlemsstat begränsas under de första tre månaderna av vistelsen. Vid vistelse som varar mer än tre månader har även dessa personer rätt att få tillgång till det sociala biståndssystemet, utom vad gäller studiebidrag och studielån, som får begränsas i upp till fem år. Under de första fem åren får dessa personer däremot inte utgöra en belastning för det sociala biståndssystemet i den mottagande medlemsstaten; i så fall kan de bli utvisade. Detta får dock endast ske efter en helhetsbedömning av den belastning som en sådan person skulle utgöra för hela det nationella sociala biståndssystemet mot bakgrund av de enskilda omständigheterna i den berördes situation.